# الإعاقة في زامبيا

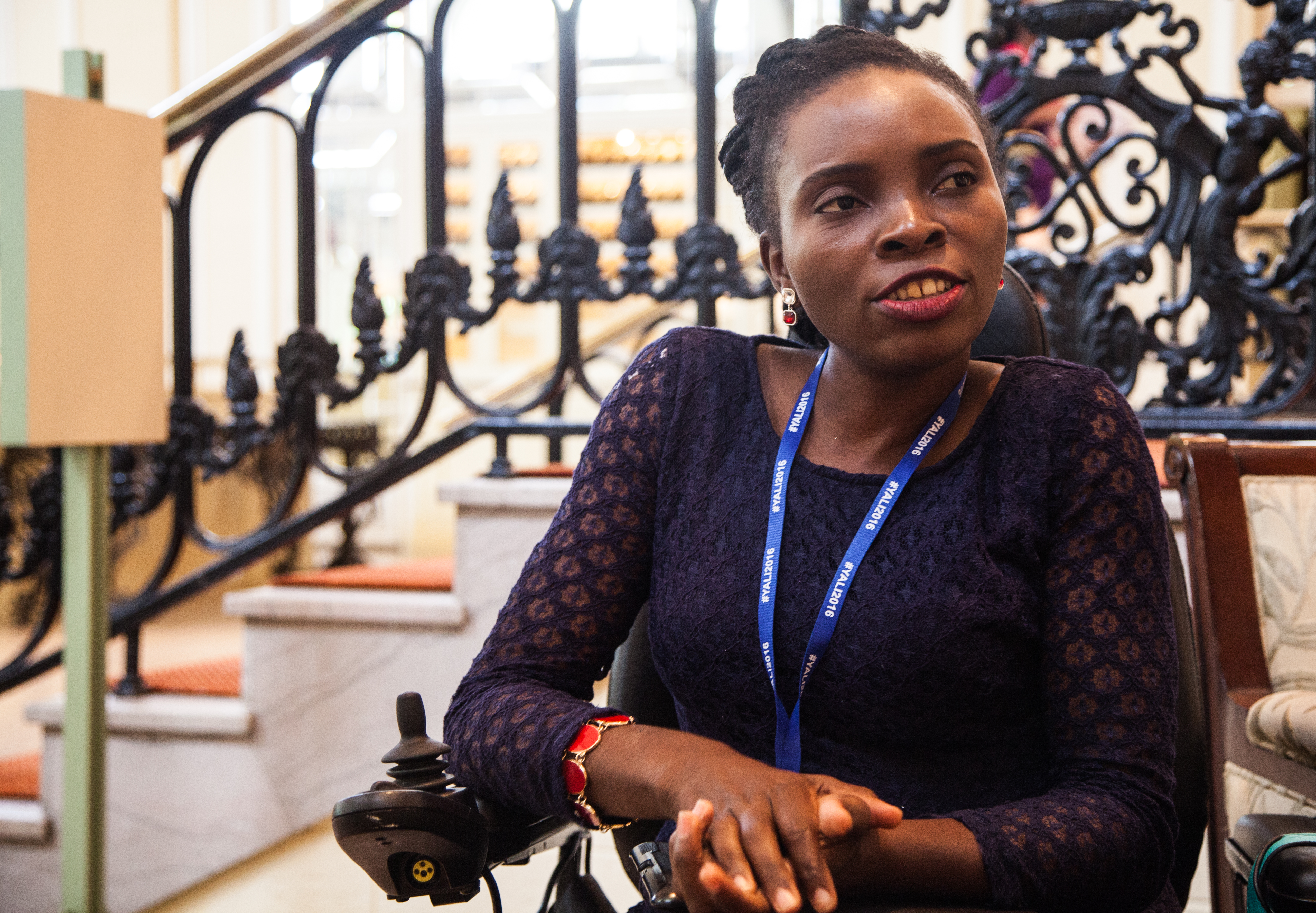
جورجينا مومبا، ناشطة في مجال الإعاقة من زامبيا، في جامعة أريزونا 2016.

يواجه الأشخاص ذوو الإعاقة في زامبيا العديد من التحديات الفريدة. لقد قامت الدولة بإقرار قوانين وسياسات لمساعدة الأشخاص ذوي الإعاقة في زامبيا، ومع ذلك، فإن الوصمة الاجتماعية وعوامل أخرى تتدخل في بعض الأحيان في قدرة الأشخاص على الوصول إلى الخدمات والمساعدة. وعلاوة على ذلك، فإن وباء فيروس نقص المناعة البشرية في زامبيا له أيضًا تأثير كبير على حياة الأشخاص ذوي الإعاقة.

## التركيبة السكانية
اعتبارًا من عام 2008، قُدِّر أن حوالي 256000 شخص في زامبيا يعانون من إعاقة ما، وحوالي 5.4٪ من هذا العدد يعانون من إعاقة ذهنية. في عام 2011، قُدِّر أن العدد قد يتراوح فعليًا بين مليون ومليوني شخص من ذوي الإعاقة في زامبيا. يعيش ستون بالمائة من الزامبيين في المناطق الريفية حيث تكون قدرتهم على الوصول إلى الرعاية الصحية محدودة. يبلغ معدل توظيف الأشخاص ذوي الإعاقة 45.5%، وهو أقل من معدل 58% للأشخاص غير المعاقين، وفقًا لإحصاءات عام 2005.
تحولت أدوار الرعاية للأشخاص ذوي الإعاقة في زامبيا إلى فئة سكانية أصغر سناً مقارنة بالسنوات السابقة. ويرجع هذا جزئيًا إلى انخفاض متوسط العمر المتوقع في زامبيا.

## المواقف الثقافية تجاه الإعاقة
بشكل عام، يواجه الأشخاص ذوو الإعاقة وصمة اجتماعية في زامبيا. يمكن اعتبار الأشخاص ذوي الإعاقة في زامبيا ضحايا للسحر من قبل الآخرين. أصبحت المعتقدات الدينية الزامبية الحديثة تقبل وتحتضن الأفراد ذوي الإعاقة بمرور الوقت. يعزو بعض الزامبيين التحول إلى المسيحية إلى وجهات النظر الجديدة الأكثر إيجابية تجاه الأشخاص ذوي الإعاقة في زامبيا. في مكان العمل، لا يزال الأفراد يواجهون التمييز.
ومن المتوقع أن يقوم الأقارب برعاية الأفراد الذين يعانون من إعاقة. ومع ذلك، هناك مدارس داخلية للأطفال ذوي الإعاقة، وغالبًا ما تُستخدم عندما يكون الأطفال أيتامًا أو مهجورين. يتعرض الأشخاص ذوو الإعاقة والمصابون بفيروس نقص المناعة البشرية أيضًا للتهميش من قبل مجتمعاتهم. غالبًا ما يُتوقع من الأشخاص ذوي الإعاقة الاعتماد على الأعمال الخيرية.
يفترض الآخرون في زامبيا أن الأشخاص ذوي الإعاقة، وخاصة النساء والمصابين بفيروس نقص المناعة البشرية، ليس لديهم أي ميول جنسية أو حياة جنسية. غالبًا ما تواجه النساء ذوات الإعاقة تثبيطًا عن زيارة المراكز الصحية، لا سيما فيما يتعلق بتلبية احتياجاتهن الصحية الجنسية ورعاية الأمومة.

## سياسة
تقع قضايا الإعاقة في زامبيا تحت سيطرة وزارة التنمية المجتمعية والرعاية الاجتماعية، والمعروفة الآن باسم وزارة التنمية المجتمعية وصحة الأم والطفل (MCDMCH). ومع ذلك، بشكل عام، هناك نقص في الدعم الحكومي للأفراد ذوي الإعاقة. لا يمكن للأفراد ذوي الإعاقة الفكرية الحصول على إعانات الرعاية الاجتماعية. صندوق ائتماني تديره وكالة زامبيا للأشخاص ذوي الإعاقة، يمنح الأموال في الغالب للأفراد ذوي الإعاقات الجسدية.
لقد حققت الخطة الوطنية الخامسة للتنمية في زامبيا بعض التقدم في مساعدة الأشخاص ذوي الإعاقة في زامبيا على تحقيق المساواة في الوضع.

### بنية تحتية
أُقرت القوانين التي تتطلب وجود منحدرات للمدارس والمباني العامة في عام 2012. ومع ذلك، فإن العديد من المنحدرات التي بُنيت ليست مناسبة للأشخاص ذوي الإعاقات الجسدية. قام أكبر متحف في زامبيا، متحف ليفينغستون، بتركيب منحدر ووسائل أخرى لتسهيل الوصول في عام 2006.

### تعليم
تتولى وزارة التعليم في زامبيا مسؤولية التعليم الخاص في المدارس. وتشارك هيئة التعليم الفني والتدريب المهني وريادة الأعمال (TEVETA) أيضًا في كل من التعليم والتوظيف. يواجه الأشخاص ذوو الإعاقة في زامبيا صعوبة في الوصول إلى الفرص التعليمية. كانت خدمات التعليم الخاص محدودة للغاية في زامبيا. أفاد آباء الأطفال ذوي الإعاقات الذهنية في لوساكا بوجود تحديات في تلبية الاحتياجات الاجتماعية لأطفالهم الشباب.
لقد بُذلت جهود في زامبيا لتحسين التعليم للأشخاص ذوي الإعاقة. أُقر قانون الأشخاص ذوي الإعاقة، الذي ينص على أن جميع المدارس تقدم تعليمًا شاملاً، من قبل الحكومة في عام 2012. كما أنشأ القانون وكالة زامبيا للأشخاص ذوي الإعاقة، التي تقدم المساعدة، بما في ذلك الفرص التعليمية، للأشخاص ذوي الإعاقة. بالإضافة إلى ذلك، تعمل عدد من المنظمات غير الحكومية على زيادة إمكانية الوصول إلى التعليم للأشخاص ذوي الإعاقة في زامبيا. على سبيل المثال، تقدم منظمة الأولمبياد الخاص في زامبيا التعليم والرعاية الصحية والتدريب الرياضي والمسابقات للأطفال والبالغين ذوي الإعاقات الفكرية.

### المنظمات غير الحكومية
تأسست أول منظمة تركز على مساعدة الأشخاص ذوي الإعاقة، وهي جمعية روديسيا الشمالية للمكفوفين، في عام 1952.
تُعد جمعية زامبيا للأطفال والبالغين ذوي الإعاقات التعلمية (ZACALD) واحدة من أبرز المنظمات التي تدافع عن الأفراد ذوي الإعاقات الفكرية في زامبيا. تعمل وكالة زامبيا للأشخاص ذوي الإعاقة (ZAPD) مع الحكومة لتقديم المشورة بشأن السياسات والدعوة للأشخاص ذوي الإعاقة. بالإضافة إلى ذلك،أُستشهد باتحاد زامبيا لمنظمات الإعاقة (ZAFOD) من قبل مبادرة المجتمع المفتوح لجنوب إفريقيا (OSISA) كمنظمة نشطة ومؤثرة في زامبيا. تدافع منظمة ZAFOD عن حقوق الأشخاص ذوي الإعاقة وتروج لقضايا التدريس المتعلقة بالأشخاص ذوي الإعاقة في المدارس العليا في البلاد.

### تشريع
في عام 1996، أقرت الحكومة الزامبية قانون الإعاقة لعام 1996. يحظر هذا القانون التمييز على أساس الإعاقة. أُلغي هذا القانون في عام 2012 و أُستبدل بقانون الأشخاص ذوي الإعاقة لعام 2012. يهدف القانون الجديد إلى تنفيذ اتفاقية الأمم المتحدة لحقوق الأشخاص ذوي الإعاقة.
في عام 1998، صدر قانون التعليم الفني والتدريب المهني وريادة الأعمال (TEVET) ويأخذ أحد أحكامه في الاعتبار احتياجات الأشخاص ذوي الإعاقة. لقد أدى قانون تعويضات العمال لعام 1999 إلى تغيير القانون المتعلق بتعويضات العمال عن الإصابات في العمل.

## تحديات فريدة

### الأشخاص ذوو الإعاقة وحالة الإصابة بفيروس نقص المناعة البشرية
تتأثر زامبيا بوباء فيروس نقص المناعة البشرية المنتشر على نطاق واسع. يواجه الأفراد ذوو الإعاقة تحديات فريدة في الحصول على اختبار وعلاج فيروس نقص المناعة البشرية. هناك أيضًا نقص في المعلومات والتعليم المتاح في أشكال مثل برايل أو الطباعة الكبيرة أو عبر مترجمي لغة الإشارة. ويواجه الأطفال ذوو الإعاقة أيضًا صعوبة في الوصول إلى معلومات الوقاية من فيروس نقص المناعة البشرية. بالإضافة إلى ذلك، فإن الوصمة الاجتماعية المرتبطة بالإعاقة والإصابة بفيروس نقص المناعة البشرية تعني أن بعض الأفراد يفضلون الموت في المنزل بدلاً من تلقي العلاج من فيروس نقص المناعة البشرية. أفاد الأشخاص المصابون بفيروس نقص المناعة البشرية والذين يعانون من إعاقة أن "مقدمي الرعاية الصحية ينظرون إليهم على أنهم "مختلفون" و"أقل من البشر". وقد أشاروا إلى "الوصمة المرتبطة بالإعاقة والتي تفاقمت بسبب وجود فيروس نقص المناعة البشرية".
وقد أبلغ العديد من الأفراد ذوي الإعاقة عن فقدان وظائفهم بعد اكتشاف إصابتهم بفيروس نقص المناعة البشرية. ويلجأ هؤلاء الأفراد إلى التسول للحصول على المال، وهو أمر يُنظر إليه باستياء أيضًا في معظم المجتمعات الزامبية. ويجد أولئك الذين لديهم وظائف أنه من الصعب تناول أدوية فيروس نقص المناعة البشرية في الوقت المحدد خارج المنزل.
يُفترض عمومًا أن الأشخاص ذوي الإعاقة المصابين بفيروس نقص المناعة البشرية لا يمارسون أي نشاط جنسي، بينما في الواقع، "قد يكونون نشطين جنسيًا بنفس القدر مثل الآخرين ومعرضين لخطر متزايد للإساءة الجنسية." يمكن أن تؤثر الافتراضات حول حياتهم الجنسية على صحتهم. كما تعرضوا لانتهاكات من جانب العاملين في مجال الرعاية الصحية الذين صُدموا باكتشاف شخص من ذوي الإعاقة مصاب بفيروس نقص المناعة البشرية: "كلما وجدوا شخصًا من ذوي الإعاقة مصابًا بفيروس نقص المناعة البشرية، كانت الصدمة عليهم. فيشاركون هذه المعلومة مع مستشارين آخرين، ثم تنتشر في المجتمع."

### الأطفال ذوي الإعاقات الذهنية
وجد آباء الأطفال ذوي الإعاقات الذهنية في زامبيا أن المتخصصين في الرعاية الصحية ليس لديهم "فهم لحالة طفلهم" والآثار التي يمكن أن تحدثها الحالة على مقدمي الرعاية.

## ثقافة الإعاقة

### الفنون
أُطلق مشروع لتدريب الزامبيين ذوي الإعاقة على صناعة الأفلام في عام 2016.

### رياضة
تُنظم الرياضة للأشخاص ذوي الإعاقة في زامبيا من قبل اللجنة البارالمبية الوطنية في زامبيا منذ إنشائها في عام 2005. اعتبارًا من 2018 شاركت زامبيا في الألعاب البارالمبية الصيفية في أعوام 1996، 2000، 2008، و 2012. ولم يحصلوا على أي ميداليات حتى الآن.
أرسلت اللجنة الأولمبية الخاصة في زامبيا فرقًا للمشاركة في دورات الألعاب العالمية الصيفية للأولمبياد الخاص في أعوام 2007 و 2011 و 2015.

### الاستشهادات
1. ↑  Mung'omba 2008، صفحة 142.
2. 1 2  Lee, Richard (7 Aug 2013). "Dealing with disability". The Open Society Initiative for Southern Africa (OSISA) (بالإنجليزية). Archived from the original on 2017-06-03. Retrieved 2018-07-16.
3. ↑  "Zambia: Rights Disabled". Women's Feature Service. 3 يناير 2005.
4. ↑  ILO 2013، صفحة 1.
5. 1 2  Chiluba & Moyo 2017، صفحة 6.
6. ↑  Parsons, Bond & Nixon 2015، صفحة 2.
7. 1 2  Aizenman, Nurith (6 Aug 2016). "The Mis-Education — And Remarkable Triumph — Of Georgina Mumba". NPR.org (بالإنجليزية). Archived from the original on 2017-02-15. Retrieved 2018-02-24.
8. ↑  Mung'omba 2008، صفحة 143.
9. ↑  Phiri 2010، صفحة 55.
10. ↑  Mumba, Georgina (21 Aug 2015). "Zambia : Disability and the Church: Breaking the Silence". Lusaka Times (بالإنجليزية البريطانية). Archived from the original on 2025-01-25. Retrieved 2018-07-08.
11. ↑  Njelesani et al. 2015، صفحة 52.
12. ↑  Chiluba & Moyo 2017، صفحة 2.
13. 1 2 3  Aizenman, Nurith (6 Aug 2016). "The Mis-Education — And Remarkable Triumph — Of Georgina Mumba". NPR.org (بالإنجليزية). Archived from the original on 2017-02-15. Retrieved 2018-02-24.Aizenman, Nurith (6 August 2016). "The Mis-Education — And Remarkable Triumph — Of Georgina Mumba". NPR.org. Archived from the original on 15 February 2017. Retrieved 2018-02-24.
14. ↑  Parsons, Bond & Nixon 2015، صفحة 10.
15. 1 2 3  Lee, Richard (7 Aug 2013). "Dealing with disability". The Open Society Initiative for Southern Africa (OSISA) (بالإنجليزية). Archived from the original on 2017-06-03. Retrieved 2018-07-16.Lee, Richard (7 August 2013). "Dealing with disability". The Open Society Initiative for Southern Africa (OSISA). Archived from the original on 3 June 2017. Retrieved 2018-07-16.
16. ↑  Wickenden, Nixon & Yoshida 2013، صفحة 2.
17. 1 2  "Zambia: Rights Disabled". Women's Feature Service. 3 يناير 2005."Zambia: Rights Disabled". Women's Feature Service. 3 January 2005.
18. 1 2 3  ILO 2013، صفحة 3.
19. 1 2 3  Njelesani et al. 2015، صفحة 53.
20. 1 2 3  Mung'omba 2008، صفحة 144.
21. ↑  Phiri 2010، صفحة 57.
22. 1 2 3 4 5  ILO 2013، صفحة 2.
23. ↑  Trani & Loeb 2012، صفحة S32.
24. ↑  Nkhosi & Menon 2015، صفحة 164.
25. ↑  "The Persons with disabilities act, 2012.PDF" (PDF). مؤرشف من الأصل (PDF) في 2023-10-08.
26. ↑  "Zambia". SpecialOlympics.org (بالإنجليزية). Archived from the original on 2025-04-28. Retrieved 2023-02-23.
27. 1 2 3  Phiri 2010، صفحة 60.
28. ↑  Njelesani et al. 2015، صفحة 51.
29. 1 2  Tun, Waimar; Okal, Jerry; Schenk, Katie; Esantsi, Selina; Mutale, Felix; Kyeremaa, Rita Kusi; Ngirabakunzi, Edson; Asiah, Hilary; McClain-Nhlapo, Charlotte (1 Jul 2016). "Limited accessibility to HIV services for persons with disabilities living with HIV in Ghana, Uganda and Zambia". Journal of the International AIDS Society (بالإنجليزية). 19 (5 (Suppl 4)): 20829. DOI:10.7448/ias.19.5.20829. ISSN:1758-2652. PMC:4956734. PMID:27443266.
30. ↑  "Zambia: People With Disabilities Left Behind in HIV Response". Human Rights Watch (بالإنجليزية). 15 Jul 2014. Archived from the original on 2024-09-15. Retrieved 2018-07-08.
31. ↑  Parsons, Bond & Nixon 2015، صفحة 1.
32. ↑  Parsons, Bond & Nixon 2015، صفحة 7.
33. ↑  Nixon et al. 2014، صفحة 4.
34. ↑  Njelesani et al. 2015، صفحة 54.
35. ↑  Nixon et al. 2014، صفحة 1.
36. ↑  Wickenden, Nixon & Yoshida 2013، صفحة 7.
37. ↑  Nixon et al. 2014، صفحة 5.
38. ↑  Nkhosi & Menon 2015، صفحة 167.
39. ↑  Musika، Chomba (15 أبريل 2016). "Film-making earns living for disabled – Zambia Daily Mail". Zambia Daily Mail Limited. مؤرشف من الأصل في 2018-07-14. اطلع عليه بتاريخ 2018-07-13.
40. ↑  "NPC Profile: A Remarkable Presidency" (PDF). The Paralympian. اللجنة البارالمبية الدولية. ع. 1. 2008. ص. 6. مؤرشف من الأصل (PDF) في 2016-03-30.
41. ↑  "Special Olympics Zambia continues to inspire athletes with "Intellectual Disabilities". – OYDC | Home of Olympic Heroes". www.oydc.org.zm. مؤرشف من الأصل في 2025-04-28. اطلع عليه بتاريخ 2018-07-13.